# Christian Larson
Christian Larson, uppvuxen i Strängnäs, är en svensk regissör och filmklippare. Han gick på gymnasiet Europaskolan. Larson har bland annat gjort dokumentärfilmen Take One (2010) om svenska DJ-trion Swedish House Mafia samt kortfilmen och musikvideon Valtari för det isländska bandet Sigur Rós. Han har också arbetat som klippare ihop med svenska regissören Jonas Åkerlund. Han representeras som regissör av det brittiska produktionsbolaget Ridley Scott Associates. Larson har även gjort reklamfilm för märken som Cartier, Beats by Dre, Agent Provocateur, RFSU och ID Magazine.  
2013 vann han en svensk Grammis för Årets bästa video med videon Valtari för det isländska bandet Sigur Rós.  
2014 var han med i filmfestivalen South by Southwest (SXSW) med filmen Leave The World Behind.  